# 丹治健蔵
丹治 健蔵（たんじ けんぞう、1927年2月8日 - 2023年12月26日）は、日本史学者。

## 略歴
東京府（現東京都杉並区）生まれ。1945年慶應義塾商業学校卒業。1950年法政大学専門部政治経済科卒業。1952年同大学文学部史学科卒業、1959年同大学院人文科学研究科日本史学専攻修士課程修了。1952～1961年玉川学園中学部・高等部教諭。1961～1964年法政大学第二工業高等学校講師。1964～1967年同大学文学部研究助手。1967年同大学大学院博士課程（授業料免除）を修了し、文学部兼任講師に就任。1985年「関東河川水運史の研究」で文学博士。その後、青山学院大学文学部・埼玉大学教育学部兼任講師、与野市総務部参事兼市史編さん室長・同市史編さん委員長、東京都日の出町史専門委員長、歴史地理学会常任委員、交通史研究会常任委員・監事、交通史学会顧問を務める。河川・水運史が専門。

## 著書
- 『関東河川水運史の研究』 (叢書・歴史学研究)法政大学出版局 1984
- 『円乗院 与野』文・写真. さきたま出版会(さきたま文庫) 1990
- 『近世交通運輸史の研究』吉川弘文館 1996
- 『関東水陸交通史の研究』 (叢書・歴史学研究)法政大学出版局 2007
- 『近世関東の水運と商品取引 渡良瀬川・荒川・多摩川流域を中心に』 (近世史研究叢書) 岩田書院 2013
- 『天狗党の乱と渡船場栗橋関所の通行査検』岩田書院 2015
- 『近世関東の水運と商品取引 続 (利根川・江戸川流域を中心に) 』(近世史研究叢書) 岩田書院 2015
- 『近世関東の水運と商品取引 続々』岩田書院 2017
- 『近世東国の人馬継立と休泊負担』 (近世史研究叢書) 岩田書院 2018
- 『東海道箱根関所と箱根宿』岩田書院、2019

### 共著
- 『埼玉ふるさと散歩 浦和市・与野市』青木義脩共著 (さきたま双書) さきたま出版会 1992